# Театър на Микола Садовски
Театърът на Микола Садовски (на украински: Театр Миколи Садовського) е първият украински стационарен професионален театър, с постоянно седалище в Киев.
Основан е на базата на мобилния театър на Садовски, установен първо в Полтава през 1906 г. Театърът на Садовски просъществува до 1919 година.

## Екип
Главен директор на театъра е Микола Садовски, а като негов постоянен помощник се подвизава Микола Миленко.

### Актьорски състав
Някои от най-известните украински театрални актьори, част от трупата на театъра на Садовски, включват: Мария Занковецка, Любов Линицка, Ханна Борисохлибска, Ханна Затиркевич-Карпинска, Олха Полянска-Карпенко, Мария Малиш-Федорец, София Тобилевич, Иван В. Захорский, Федир Левицки, Иван Маряненко, Аполинария Карабиневич, Леся Кривицка, Иван Овдиенко и други.

### Оперни певци
Някои от най-известните украински оперни певци от първата половина на XX век взимат участие в театъра, включително Мария Литвиненко, Михайло Микиша, Иван Козловски, и други.

### Други членове на екипа
Декоратори на театралните представления са Васил Крически и Иван Бурячок.
Музикалният дизайн се ръководи от Микола Лисенко и Кирило Стеценко.
Главен хоров диригент и хореограф е Васил Верховинец. Оперните представления са дирижирани от Хустав Йелинек, Олександр Кошиц и Петро Хончаров.

## Репертоар
Основният репетоар на театралната трупа се състои в театрални постановки на класически произведения на Тарас Шевченко, Иван Карпенко-Карий, Марко Кропивницки, Иван Котляревски, Михайло Старицки, Панас Мирни, Иван Франко.
Садовски допълва репертоара със следните пиеси:
- „Господарят на камината“ (на украински: „Камінний господар“), Леся Украинка,
- „Млада кръв“, „Лъжи“ (на украински: „Молода кров“, „Брехня“), Володимир Винниченко,
- „Хетман Дорошенко“, „Крила“ (на украински: „Гетьман Дорошенко“, „Крила“), Людмила Старицка-Черняхивска,
- „Защо шумоляха стурготините...“, „Земя“ (на украински: „Про що тирса шелестіла…“, „Земля“), Спиридон Черкасенко,
- „Където вее вятърът“ (на украински: „Куди вітер віє“), Степан Василченко,
- Етюди на Олександър Олес.

Репертоарът е допълнително обогатен с преводни пиеси на Херман Хайерманс, Яков Гордин, Николай Гогол, Антон Чехов, Габриеля Заполска, Юлиуш Словаки, които не винаги се радват на същия успех.
Сред поставените опери са:
- „Продадена невеста“, Бедржих Сметана,
- „Халка“, Станислав Монюшко,
- „Селска чест“, Пиетро Маскани,
- „Енеида“, Иван Котляревски,
- „Удавена“, Тарас Шевченко,
- „Коледна нощ“, Микола Лисенко,
- „Роксоляна“, Мирослав Сичински.

От 1912 г. Верховинец организира хореографски вечери в театъра. Той въвежда оригинални образци от народни танци в украинския сценичен театър.